# 홍준일
홍준일(洪重一, 1700년~?)은 조선의 문신이다. 좌윤, 대사헌, 예조참판 동래부사(東萊府使), 경흥부사(慶興府使) 등을 지냈다